# 鈴木麗子
鈴木 麗子（すずき うららこ、4月28日 -  ）は、日本の女性声優、ナレーター、歌手。兵庫県神戸市生まれ、東京都世田谷区出身。ポンテ所属。
うり [uryan] として、音楽制作ユニットへっどほんトーキョーのボーカルと作詞を担当。またuryanとして、s.y.n.（サイン）のボーカリストを務めている。本名同じ。よく「スズキ レイコ」と間違えて呼ばれるが、読みは「うららこ」が正しい。

## 経歴
桜美林高等学校を経て桜美林大学を卒業。大学3年時の1997年1月19日、『センチメンタルグラフティ』の遠藤晶役で声優デビューする。同作品でデビューした同期の女性声優に今野宏美、岡田純子、岡本麻見、西口有香、牧島有希がいる。
デビュー当時は、『センチメンタルグラフティ』の制作会社である有限会社マーカスに仮所属していた。マーカスの倒産後には青二プロダクションに所属し、さらにヴェルヴェットマネージメントなどへの所属を経てしばらくフリー で活動していた。2015年4月から2017年9月まではオフィスPACに、2017年11月からはポンテに所属している。

## 人物
- 一人っ子であり、兄弟姉妹はいない。
- デビュー当時は実家住まいであり、実家から大学や仕事に通っていた。
- 裕福な家庭で育っており、実家を訪れたことのある西口有香によると実家は大きな洋館であるという。
- 兵庫県神戸市で出生しているが、出生直後の一時期を除き、同地を正式住所として居住したことはない。ただし、本人は神戸市を20%ほど自身の出身地としている[2]。理由は、母親が神戸市内で事業を展開していて、仕事の度にくっ付いていく生活が続いたため[注 1]。
- 父親はアーティストで東京藝術大学や尾道大学で非常勤講師を歴任した鈴木八朗。アーティストという職業柄、その性格が娘の麗子の名前を命名する際にも影響しており、「麗子」「櫻子」「涁子」「柚子[6]」という、いずれも個性的な名前を候補に挙げ、その4つの中から祖父（八朗の父）が選択したと麗子本人が『Onlyセンチメンタルナイト2』出演時に語っている[7]。名前の読みが「ウララコ」という聊か古い時代に遣われたタイプの名前であることから、子供の頃は揶揄われたりして嫌いだったというが、現在では気に入っているという。ちなみに、子供の頃は「柚子（柚）」にしてほしかったと思っていた旨を同ラジオで語っている。
- 趣味・特技はパソコン（Mac）・歌・洋裁・ゲーム・アロマテラピー・謎解きなど[8]。パソコンの技術は高く、現在の公式サイトも自分でデザインして開設したものである。
- 資格マニアであり、いろいろな資格を所持している。主な取得資格はフードアナリスト（3級）・色彩検定2級・アロマテラピー検定（1級）・救急法救急員認定など。
- 好きな動物はネコ。
- 仲の良い声優は西口有香・池澤春菜など。

## 出演
太字はメインキャラクター。

### テレビアニメ
1998年
- センチメンタルジャーニー（遠藤晶）

1999年
- 週刊ストーリーランド（女性）

2000年
- ヴァンドレッド（TVキャスター）
- BRIGADOON まりんとメラン（かおり）

2001年
- キャプテン翼（平成版）（日向尊、中山政男 他）
- クレヨンしんちゃん（女子寮の女性C、園児、お姉さん 他）
- ココロ図書館（カージーズエンジェル 他）
- ちっちゃな雪使いシュガー（男の子B）
- フルーツバスケット（アナウンサー〈女〉）

2002年
- アクエリアンエイジ Sign for Evolution（WIZ-DOMの少女 他）
- 忍たま乱太郎（川西左近〈2代目〉）

### OVA
- 高校鉄拳伝タフ（2002年、川崎タカ子）
- 魔法のスターマジカルエミ 雲光る（2002年、女の子）

### ゲーム
1998年
- センチメンタルグラフティ / 2（1998年 - 2000年、遠藤晶） - 2作品
- センチメンタルジャーニー（遠藤晶）

2000年
- Primal Image Vol.1（アンナ）
- まみむめ★もがちょのプリントアワー（わこちょ、ハナちゃん、先生）

2001年
- ゴルフしようよ2 新たなる挑戦（ジョディ・バレンシア）

2002年
- AIR（川口茂美）
- メモリアルソング（水島奈緒）
- ルームメイト・麻美 -おくさまは女子高生-（小野原麻美）

2004年
- エアフォースデルタ ブルーウイングナイツ（エレン・マクニコル、コンスタンス・ルクレルク）
- スーパーロボット大戦GC（赤月秋水）
- センチメンタルプレリュード（遠藤晶）

2006年
- スーパーロボット大戦XO（赤月光珠）

2008年
- アオイシロ（葵花子）
- Fallout 3

2016年
- スーパーロボット大戦OG ムーン・デュエラーズ（アケミ・アカツキ）

2018年
- 御城プロジェクト:RE〜CASTLE DEFENSE〜（上赤坂城）

2019年
- サマースウィートハート（新堂鈴江）
- ファイアーエムブレム 風花雪月（騎士団 他）

2021年
- 俺たちの戦いはこれからだ! episode1（キャロル）

2022年
- ダイイングライト2 ステイヒューマン（エイダ 他）

2023年
- スカイフォートレス オデッセイ（リンジー）

### ドラマCD
- クロックタワー3（2003年）
- アオイシロ ドラマCD「青城奇譚」（2008年、葵花子）

### 吹き替え
- ザ・グラディエーター (ルシニア)
- ファング　オブ　モンスター

### ナレーション
- CMindex
- HOT VOICE!
- Mr.ヴェルディー！
- PRO-file
- ウリナリ！
- エブナイ！
- オダギリジョーの韓国絵日記
- おめざめSHOP
- キッズセレクト
- クラブスカパー
- サントリー金麦の夏
- せきらら白書
- ディズニータイム
- ディズニーパラダイス
- トゥナイト2
- ニュースプラスワン　オリンピック特集
- フジバラナイト「THE パイロット」
- 月刊プロ野球　喜怒哀楽！
- 汐留スタイル!
- 実験家族（オープニングナレーション）
- 春夏冬中
- 進ぬ!電波少年
- 宅配良品
- 知っていますか？あなたの健康
- 恋の占い.com

他多数

## ディスコグラフィ

### キャラクターソング
| 発売日   | 商品名                                                           | 歌                     | 楽曲                                                                | 備考                                                                |
| -------- | ---------------------------------------------------------------- | ---------------------- | ------------------------------------------------------------------- | ------------------------------------------------------------------- |
|          | ルームメイト・麻美 -おくさまは女子高生- ゲームサウンドトラックCD | 小野原麻美（鈴木麗子） | 「Summer Wind」                                                     | ゲーム『ルームメイト・麻美 -おくさまは女子高生-』オープニングテーマ |
| 「秘密」 | ルームメイト・麻美 -おくさまは女子高生- ゲームサウンドトラックCD | 小野原麻美（鈴木麗子） | ゲーム『ルームメイト・麻美 -おくさまは女子高生-』エンディングテーマ |                                                                     |

- ミラクルダイエッターMIYUKI[注 2] - 主題歌2曲
  - 「戦え！恋のミラクルダイエッター！」※オープニングテーマ曲
  - 「恋はミラクルエトセトラ」※エンディングテーマ曲